# 芍藥居站
芍藥居站是北京地铁10号线与13号线的一座换乘站，位于北京市朝阳区太阳宮地区京承高速公路芍药居立交桥处。

## 位置
车站位于京承高速公路同太阳宫南街-北土城东路相交的芍药居立交桥。13号线车站在京承高速中央，10号线车站则位于立交桥的东北象限。

## 车站构造

### 车站楼层
13号线部分为2层地上车站，侧式站台设计；10号线部分为2层地下车站，岛式站台设计。两车站间由约70米长的通道相连。
| 地上二层 13号线站厅层 | 13号线站厅                 | 票务服务、自动售票机、一卡通充值 |
| 地上一层 13号线站台层 | 侧式站台，右側開门         | 侧式站台，右側開门               |
| 地上一层 13号线站台层 | █ 13号线往西直门（望京西） |                                  |
| 地上一层 13号线站台层 | █ 13号线往东直门（光熙門） |                                  |
| 地上一层 13号线站台层 | 侧式站台，右側開门         |                                  |
| 地上一层 13号线站台层 | 出入口                     | A-G出入口                        |
| 地下一层 10号线站厅层 | 10号线站厅                 | 票务服务、自动售票机、一卡通充值 |
| 地下二层 10号线站台层 |                            | █ 10号线外环（惠新西街南口）     |
| 地下二层 10号线站台层 | 岛式站台，左側開门         |                                  |
| 地下二层 10号线站台层 | █ 10号线内环（太阳宫）     |                                  |

- 10号线站廳（2024年1月摄）
- 10号线站廳（2018年12月摄）
- 10号线站台中央（2018年10月摄）
- 10号线站厅西北角的换乘通道口（2024年1月摄）
- 10号线与13号线换乘通道（2013年8月摄）

## 出入口
芍药居站共有5个出口：13号线2个，A（西）、B（东）；10号线3个，E（西北）、F（东北）、G（西南）。
|                           |                        |                        |      |            |
|                           |                        |                        |      |            |
| 编号                      | 指示                   | 建议前往的目的地       | 照片 | 无障碍设施 |
| 连通 13号线站厅           |                        |                        |      |            |
| 出口 · A                  | 北土城东路             | 对外经济贸易大学       |      | 不適用     |
| 出口 · B · 无障碍通道标志 | 西坝河路               |                        |      | 不適用     |
| 连通 10号线站厅           |                        |                        |      |            |
| 出口 · E · 升降机标志     | 芍药居桥、京承高速公路 | 中海油大厦             |      |            |
| 出口 · F                  | 太阳宫南街             | 人大附中朝阳学校东校区 |      | 不適用     |
| 出口 · G                  | 太阳宫南街             |                        |      | 不適用     |
| 註： 設有 \| 設有         |                        |                        |      |            |

## 周边交通
车站南侧设置了一个1500平方米的自行车停车场，北侧设置了一个将近2000平方米的自行车停车场。此外，车站提供约50个车位的停车场。